# الجدول الزمني للحرب الأهلية السورية (نوفمبر 2024–الآن)
فيما يلي جدول زمني للحرب الأهلية السورية اعتباراً من نوفمبر 2024. توجد معلومات حول إجمالي أعداد الضحايا في ضحايا الحرب الأهلية السورية.
شن تحالف من جماعات المعارضة السورية يسمى قيادة العمليات العسكرية بقيادة هيئة تحرير الشام الإسلامية هجوماً خاطفاً ضد قوات الجيش العربي السوري الموالية للحكومة في محافظات حلب وإدلب وحماة وحمص في سوريا، في 27 نوفمبر 2024. تبع ذلك هجمات أخرى للمعارضة من الجبهة الجنوبية وقوات سوريا الديمقراطية وجيش سوريا الحرة. استمرت الحكومة في الحصول على بعض الدعم من حلفائها روسيا وإيران، بما في ذلك الحرس الثوري الإسلامي الإيراني وحزب الله، على الرغم من تورط هؤلاء الحلفاء في صراعاتهم الخاصة في أوكرانيا (طالع الغزو الروسي لأوكرانيا) ولبنان (طالع صراع حزب الله وإسرائيل (2023–الآن)، والغزو الإسرائيلي للبنان 2024 والصراع الإيراني الإسرائيلي خلال الحرب الأهلية السورية).
استولت قوات هيئة تحرير الشام على حلب من الحكومة خلال معركة حلب، من 29 نوفمبر إلى 2 ديسمبر. واستولى المعارضون المنتظمون في غرفة العمليات الجنوبية على معظم جنوب سوريا خلال هجوم جنوب سوريا، من 29 نوفمبر إلى ديسمبر 2024. واستولت المعارضة على حماة خلال هجوم حماة 2024، من 30 نوفمبر إلى 5 ديسمبر. واستولى المعارضون المدعومون من الولايات المتحدة على تدمر خلال هجوم تدمر، من 6 إلى 7 ديسمبر. سقطت العاصمة دمشق في أيدي المعارضين في 7-8 ديسمبر. غادر الرئيس بشار الأسد دمشق جواً إلى موسكو، حيث مُنح حق اللجوء، وفقاً لتقارير رسمية نشرتها وسائل الإعلام الروسية ومقاطع فيديو بثتها وسائل الإعلام، وبالتالي سقوط نظامه. شنت إسرائيل غزواً لمحافظة القنيطرة السورية في ذلك اليوم، بهدف الاستيلاء على المنطقة العازلة التي فرضتها الأمم المتحدة في هضبة الجولان.
كما دارت معارك بين الجيش الوطني السوري المعارض المدعوم من تركيا وقوات سوريا الديمقراطية الكردية المدعومة من الولايات المتحدة في شمال شرق سوريا، ضمن عملية فجر الحرية، من 30 نوفمبر إلى 12 ديسمبر، فضلاً عن بعض المناوشات بين كل هذه الجماعات وتنظيم الدولة الإسلامية (داعش) في الشمال الشرقي (خاصةً خلال هجوم دير الزور، من 17 نوفمبر إلى 3 ديسمبر).

## نوفمبر 2024
في 4 نوفمبر، قُتل ثلاثة مقاتلين من قوات سوريا الديمقراطية (قسد) وأربعة جنود من الجيش السوري النظامي في عملية تسلل للجيش الوطني السوري على خطوط الجبهة في الرقة، وفقاً للمرصد السوري لحقوق الإنسان في المملكة المتحدة.
في 17 نوفمبر، قُتل مقاتل من قسد في هجوم لتنظيم داعش على موقع عسكري، بحسب المرصد السوري لحقوق الإنسان.
في 19 نوفمبر، قتل خمسة عناصر من الجيش الوطني السوري، في عملية تسلل لقسد في قرية عبدوكي الكبير غرب مدينة تل أبيض، بحسب المرصد السوري لحقوق الإنسان.
في 20 نوفمبر، أسفرت الغارات الجوية الإسرائيلية على تدمر [الإنجليزية] عن مقتل وإصابة العشرات.
في 21 نوفمبر، قتل عنصران من قوات سوريا الديمقراطية وأصيب 10 آخرون، جراء انفجار عبوة ناسفة زرعها تنظيم داعش استهدفت سيارتهم قرب مفرق العزبة في ريف دير الزور الشمالي.
وفي اليوم ذاته، قتل عنصر من الفرقة 25 مهام خاصة بقوات النظام وأصيب أربعة آخرون، في هجوم بعبوة ناسفة نفذها تنظيم داعش على نقطة تابعة له في بادية الرصافة جنوب غرب الرقة.
في 22 نوفمبر، قتل مقاتلان من قسد، خلال اشتباكات مع مقاتلي الجيش الوطني السوري، على محور عبدوكي قرب مدينة تل أبيض.
في 23 نوفمبر، قتل جنديان من قوات النظام السوري بعد أن نصب مسلحو تنظيم الدولة الإسلامية كميناً لسيارتهما في بادية البشري بريف دير الزور.
في 23 نوفمبر، قُتل عنصران من الحرس الثوري الإيراني وأصيب اثنان آخران في هجوم لداعش في ريف دير الزور.
في 24 نوفمبر، قتل اثنان من مقاتلي قسد وأصيب ثالث بجروح خطيرة، في هجوم بعبوة ناسفة نفذها تنظيم داعش في قرية غريبة شرقية بمحافظة دير الزور.
وفي اليوم ذاته، قتل 15 عنصراً من الجيش الوطني السوري، في هجوم تسلل لقسد على محور الدغلباش في ريف حلب.
في 25 نوفمبر، قُتل مقاتل من قسد، خلال اشتباكات مع الجيش الوطني السوري في ريف عفرين.
وفي نفس اليوم، قُتل مقاتل من قوات الدفاع الوطني (ميليشيا موالية للحكومة) على يد خلايا داعش في محافظة الرقة.
وفي نفس اليوم، قُتل جندي من قوات النظام السوري وأصيب 9 آخرون في هجوم بعبوة ناسفة في حمص.
وفي نفس اليوم، قُتل اثنان من مقاتلي حزب الله وأصيب خمسة آخرون في غارة جوية إسرائيلية على محافظة حمص.
في 26 نوفمبر، قتل عنصران من قسد، في هجوم لخلايا تنظيم داعش على أوتوستراد الحسكة والرقة، بحسب المرصد السوري لحقوق الإنسان.

### هجوم هيئة تحرير الشام في الشمال الغربي
في 27 نوفمبر، شنت هيئة تحرير الشام هجوماً في المنطقة الشمالية الغربية من محافظة حلب، وسيطرت على عدة بلدات وقرى.
في 28 نوفمبر، قُتل مقاتل من قسد بغارة لمُسيرة تركية شمال محافظة الرقة، بحسب المرصد السوري لحقوق الإنسان.
في 29 نوفمبر 2024، دخلت جماعة المعارضة السورية هيئة تحرير الشام، إلى جانب الجماعات المتحالفة معها والمدعومة من تركيا في قيادة العمليات العسكرية، مدينة حلب الخاضعة لسيطرة الحكومة السورية.
وفي اليوم نفسه، قُتل عنصر من قسد في مدينة القامشلي برصاص مسلحين مجهولين. وأفاد المرصد السوري لحقوق الإنسان بمقتل عنصر من قوات النظام وإصابة اثنين آخرين في هجوم بمحافظة السويداء. قُتل 54 شخصاً في سوريا في 29 نوفمبر، بحسب المرصد السوري لحقوق الإنسان.
في 30 نوفمبر 2024، سيطرت جماعات المعارضة على معظم حلب وسط انهيار القوات الموالية للحكومة. وفي نفس اليوم، قُتل جندي من قوات الجيش العربي السوري وثلاثة أفراد من قبيلة بدوية في السويداء. قُتل 70 شخصاً في سوريا في 30 نوفمبر، بحسب المرصد السوري لحقوق الإنسان. وفي اليوم ذاته، قتل 3 عناصر من الجيش الوطني السوري، بغارة جوية روسية على مواقعهم على محور الكريدية بريف الباب شرق حلب.
أفاد المرصد السوري لحقوق الإنسان بمقتل ما لا يقل عن 746 شخصاً في سوريا خلال شهر نوفمبر 2024، وهي أكبر حصيلة شهرية للقتلى منذ نحو 60 شهراً.

## ديسمبر 2024
في 1 ديسمبر، قُتل سبعة مقاتلين من هيئة تحرير الشام في خان شيخون بصواريخ مفخخة في مستودع سابق للجيش العربي السوري هجرته القوات الحكومية المنسحبة في المدينة، خلال تقدم المعارضة المتجدد في محافظتي إدلب وحماة الجنوبيتين.
وفي اليوم نفسه، سيطرت قوات المعارضة على بلدتي خناصر والسفيرة وقاعدة كويرس الجوية العسكرية في ريف حلب الشرقي. قُتل تسعة جنود من الجيش العربي السوري أثناء القتال.
وعلاوة على ذلك، قُتل ستة مسلحين إيرانيين في هجوم لمسلحين محليين في مدينة تلبيسة.
كما قُتل 13 مدنياً بغارة جوية روسية في مدينة إدلب وقُتل 12 شخصًا آخرين في غارة جوية روسية في وسط مدينة حلب بما في ذلك مقاتلان من هيئة تحرير الشام.
في 2 ديسمبر، وفقاً لمصادر كردية، اعتقلت مديرية الأمن العام التابعة للإدارة الذاتية لشمال وشرق سوريا أميراً من تنظيم داعش في بلدة العزبة شمال دير الزور. وأفادت بأن الأمير مسؤول عن العديد من التفجيرات والاغتيالات الأخيرة في البلدة.
كما قُتل ثمانية مدنيين في هجوم صاروخي لهيئة تحرير الشام على مدينة حماة. قُتل أربعة مدنيين في غارة جوية روسية بالقرب من مديرية الصحة في مدينة إدلب.
بدأت اشتباكات عنيفة بين قوات الجيش السوري وقوات هيئة تحرير الشام على جبهة حماة المتجددة في بلدتي كرناز وصوران. كما وقعت اشتباكات على خط المواجهة في سهل الغاب، وسط هجوم فاشل لهيئة تحرير الشام حيث قُتل ما لا يقل عن عشرة أعضاء من هيئة تحرير الشام أثناء مهاجمة مواقع للجيش العربي السوري.
في 2 ديسمبر، قُتل ثلاثة مقاتلين من قسد في غارة بطائرة بدون طيار تركية على سيارتهم على طريق إم4 السريع. وفي 2 ديسمبر أيضاً، قُتل جندي من الجيش العربي السوري وجُرح آخر في هجوم مجهول في الحسكة.
قُتل في سوريا بين 2 و3 ديسمبر ما لا يقل عن 68 شخصاً، من بينهم 23 مقاتلاً من المعارضة السورية و29 جندياً حكومياً و16 مدنياً، وفقاً للمرصد السوري لحقوق الإنسان.
وقُتل مقاتل من قسد ومدني في اشتباكات مع الجيش العربي السوري في 3 ديسمبر. كما قُتل مدنيان في غارة جوية روسية على خان شيخون جنوب إدلب. كما قُتل ما لا يقل عن 17 جندياً من الجيش العربي السوري و8 مقاتلين من هيئة تحرير الشام في الاشتباكات شمال حماة في 3 ديسمبر؛ كما قُتل مدنيان بقصف من قبل هيئة تحرير الشام في المدينة.
أعدم مقاتلو الجيش الوطني السوري ما لا يقل عن 11 مقاتلاً من قسد، من بينهم امرأة، وفقاً للمرصد السوري لحقوق الإنسان، بجانب احتجاز المزيد من المدنيين الأكراد وإجلائهم من منطقة الشهباء وريف حلب الشمالي. وفي 3 ديسمبر أيضاً، قُتل ستة جنود من الجيش العربي السوري في غارة جوية أمريكية بالقرب من مطار دير الزور.
قُتل ما لا يقل عن 129 شخصاً، بينهم 70 مقاتلاً من المعارضة السورية و47 جندياً من الجيش العربي السوري و12 مدنياً، في سوريا بين 3 و4 ديسمبر، وفقاً للمرصد السوري لحقوق الإنسان.
في 5 ديسمبر 2024، استولت قوات المعارضة على حماة.
في 6 ديسمبر، تقدمت المعارضة بقيادة هيئة تحرير الشام جنوباً على الطريق السريع إم5 من حماة، ودخلوا الدار الكبيرة، على الحافة الشمالية لمدينة حمص، ثالث أكبر مدينة في سوريا، حيث كان من المتوقع أن تخوض القوات الحكومية آخر معاركها. فقدت الحكومة السيطرة على درعا لصالح المعارضة المحلية، التي منحت ضباط النظام ممراً آمناً إلى دمشق. استولى السكان المدنيون في السويداء على مدينتهم من الحكومة. أمرت الحكومة الروسية رعاياها بمغادرة البلاد. وتعهدت إيران بتقديم دعم إضافي للنظام، بينما قصفت إسرائيل أهدافاً على الحدود اللبنانية لمنع تدخل حزب الله.
في ذلك اليوم، سيطر مجلس دير الزور العسكري، وهو عبارة عن مقاتلين أكراد وعرب من قوات سوريا الديمقراطية (قسد)، على مدينة دير الزور بعد انسحاب القوات الحكومية والميليشيات المدعومة من إيران. ووفقاً للمرصد السوري لحقوق الإنسان، قُتل مقاتل من قسد وأصيب ثلاثة آخرون في قصف تركي على منبج.

### معركة دمشق والتوغل الإسرائيلي
في 7 ديسمبر، دخلت قوات العارضة السورية العاصمة دمشق، وسط شائعات تفيد بأن بشار الأسد قد فر من البلاد. وفي اليوم نفسه، قُتل مقاتلان من قسد، بغارة لمُسيرة انتحارية تركية في مدينة منبج، بحسب المرصد السوري لحقوق الإنسان.
في 8 ديسمبر، سيطرت قوات المعارضة السورية في غرفة عمليات تحرير دمشق، التي كانت تنتظر قوات هيئة تحرير الشام للسيطرة على حمص، على دمشق، واستسلم آلاف الجنود الحكوميين قبل بدء القتال.
وفي اليوم نفسه، وبعد ساعات من سقوط نظام الأسد، عززت إسرائيل قواتها في الجولان. أبدت قوات الأمم المتحدة التي تراقب المنطقة العازلة التابعة للأمم المتحدة، مخاوفها بشأن الجماعات المتطرفة التي تعمل في المنطقة بعد حل الجيش العربي السوري، في حين صرحت بأنها غير مهتمة بالتدخل في أحداث سوريا. وبعد ساعات، غزت القوات الإسرائيلية المنطقة العازلة التابعة لقوة الأمم المتحدة لمراقبة فض الاشتباك في هضبة الجولان واستولت عليها، وأعلنت بطلان اتفاقية فض الاشتباك بين إسرائيل وسوريا لعام 1974. بالإضافة إلى ذلك، تقدمت داخل الأراضي السورية، واحتلت بلدتي خان أرنبة ومدينة البعث. وفي وقت لاحق، سيطرت إسرائيل تماماً على جبل الشيخ بعد أن سيطرت على الجانب السوري دون مقاومة تذكر.

### القتال في منبج وكوباني شمالاً وتشكيل الحكومة الجديدة في دمشق

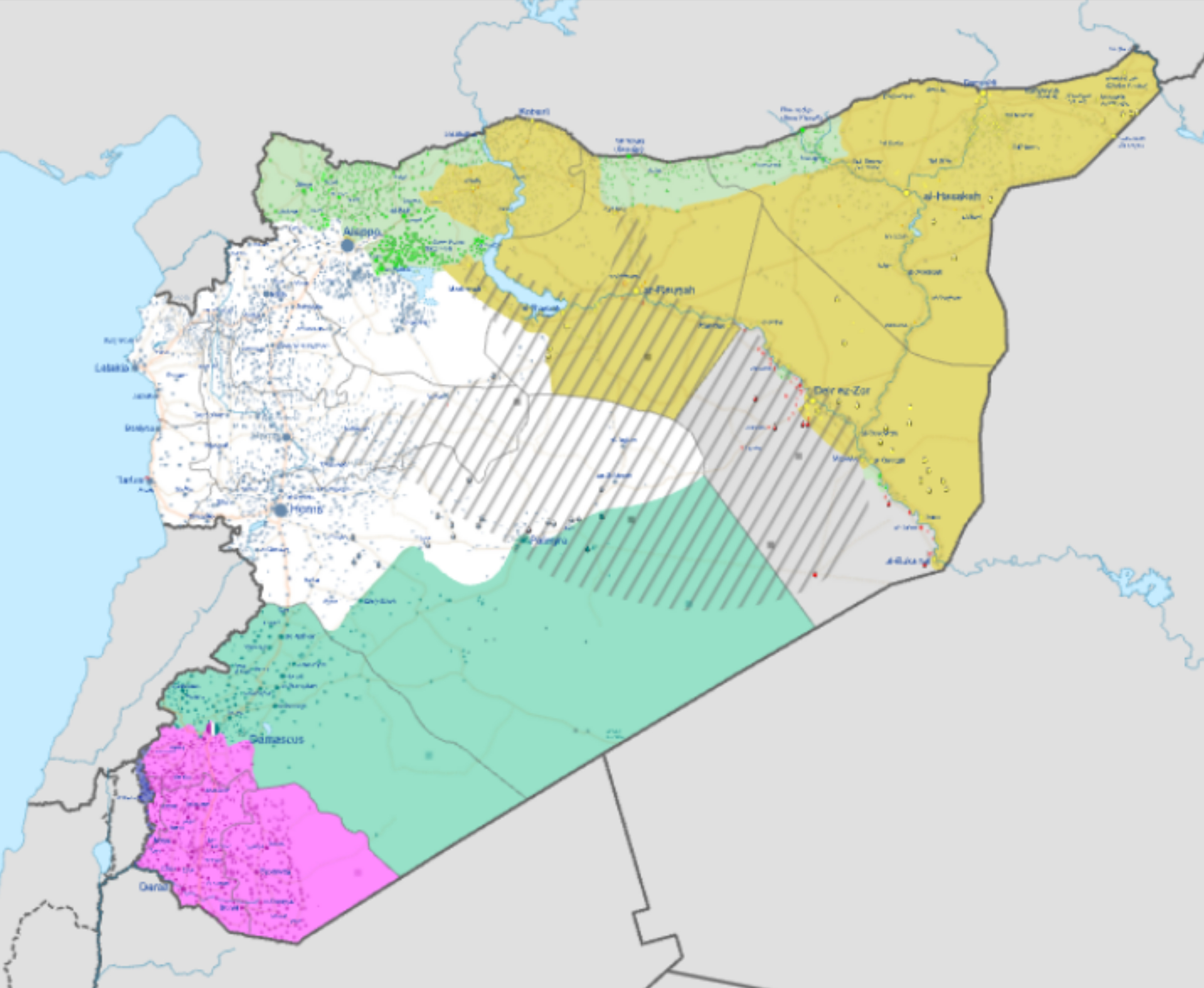
الوضع العسكري في 9 ديسمبر 2024

في 9 ديسمبر، استولى مقاتلو الجيش الوطني السوري المدعوم من تركيا على مدينة منبج في شمال سوريا.
وفي اليوم ذاته، قتل 11 مدنياً بقصف جوي تركي من مسيرة على بلدة المستريحة بريف عين عيسى شمال الرقة، الخاضعة لسيطرة قسد، بحسب المرصد السوري لحقوق الإنسان. وفي اليوم نفسه، عُثر على اللواء علي محمود، الضابط السوري الأرفع رتبة، ميتاً.[بحاجة لمصدر]
كما أفاد المرصد السوري لحقوق الإنسان بمقتل 11 مقاتلاً من قسد، في قصف مسيرة تركية على موقع لقسد بالقرب من جسر جولان شرق منبج.
في 9 ديسمبر، قُتل ما لا يقل عن 80 شخصاً في سوريا، بحسب المرصد السوري لحقوق الإنسان.
في 10 ديسمبر، قُتل ما لا يقل عن 3 مدنيين وأُعدم ميدانياً عشرات الجرحى من مقاتلي مجلس منبج العسكري على يد مقاتلي الجيش الوطني السوري بعد سقوط منطقة منبج في أيديهم عقب هجوم منبج، بحسب المرصد السوري لحقوق الإنسان.
كما قُتل خمسة عناصر من فصيل أحرار الشرقية، خلال اشتباكات مع قسد، بعد هجوم على مواقع قسد في بلدتي العالية والسوسة بريف تل تمر شمال الحسكة.
وتمكن مسلحو تنظيم داعش في إطار هجوم جديد على مواقع للجيش السوري في بادية حمص، من أسر وإعدام ما لا يقل عن 54 جندياً سابقاً في الجيش السوري.
قُتل ثمانية مدنيين، بقصف مسيرة تركية على قرية صفية بريف عين عيسى. كما قُتل مدنيان آخران في غارة جوية تركية منفصلة بمسيرة في قرية الجعدة جنوب غرب عين العرب.
وقُتل ستة موظفين على الأقل يعملون في حقل التيم النفطي، في هجوم نفذه عناصر داعش.
قُتل ما لا يقل عن 198 شخصاً في سوريا في 10 ديسمبر، بينهم 68 من قسد و30 من مقاتلي الجيش الوطني السوري، في اشتباكات في منبج، بحسب المرصد السوري لحقوق الإنسان.
في 11 ديسمبر، قُتل ستة مقاتلين من قسد وأصيب أربعة آخرون، بغارة جوية تركية بمسيرة في غرب الفرات.
في 12 ديسمبر، قُتل ما لا يقل عن 51 شخصاً في سوريا، بحسب المرصد السوري لحقوق الإنسان.
وأعدم تنظيم داعش خمسة مدنيين على الأقل، في هجومين منفصلين بمنطقة جبل العمور بريف حمص.
في 13 ديسمبر، قُتل ما لا يقل عن 73 شخصاً في سوريا، بما في ذلك إعدام 11 شخصاً على يد مسلحين في قرية بحرى في حماة.
كما قتل 4 عناصر من الجيش الوطني السوري خلال اشتباكات مع قوات قسد أثناء محاولة تسلل على محور قرية قبية ساقرو بريف عين عيسى ومحور سلوك بقريتي الحميد والشارقة بريف تل أبيض، بحسب المرصد السوري.
في 14 ديسمبر، قتل أربعة عناصر من فيلق الشام بكمين نصبه مسلحون موالون للأسد في منطقة المزيرعة بريف جبلة في اللاذقية. أخلت روسيا قاعدتها الجوية "تي فور" في حمص، ولم يتبق لها سوى قاعدتين في سوريا، قاعدة حميميم الجوية، وميناء طرطوس.
وفي تلك الليلة، شنت إسرائيل غارات جوية متعددة على أهداف سورية، بما في ذلك القاعدة البحرية في اللاذقية، على الرغم من أن أبو محمد الجولاني صرح بأن هيئة تحرير الشام ليست مهتمة بالصراع مع إسرائيل.
في 15 ديسمبر، أعيد فتح المدارس والجامعات، وكذلك الحانات في الأحياء المسيحية، في دمشق، واستمرت الاحتفالات الضخمة بسقوط النظام. وقالت الولايات المتحدة والمملكة المتحدة إنهما بادرتا إلى إجراء اتصالات دبلوماسية مع حكومة الجولاني.
في 16 ديسمبر، أفاد المرصد السوري لحقوق الإنسان بأن مسلحين من هيئة تحرير الشام اختطفوا وأعدموا جنديين سابقين في الجيش العربي السوري قرب مدينة حمص.
في 17 ديسمبر، قُتل مقاتل من قسد بهجوم لتنظيم داعش في دير الزور.
كما قُتل عنصران من قسد وأصيب أربعة آخرون، بهجوم لتنظيم داعش على حاجز في الرقة.
وفي نفس اليوم، أعلنت الولايات المتحدة تمديد وقف إطلاق النار في الشمال الشرقي، لكن مصادر موالية للأكراد قالت إن الفصائل التي تدعمها تركيا أعلنت أنها ستوقف وقف إطلاق النار مع الجماعات التي تدعمها الولايات المتحدة، مثل قسد. وقالت مصادر كردية للمونيتور إن الجيش الوطني السوري أبلغ قسد «أنه سيعاود "حالة القتال ضدنا"... وقالت المصادر إن المفاوضات بين قسد والجيش الوطني السوري "فشلت" وأن "حشود عسكرية كبيرة" رُصدت في المناطق الواقعة شرق وغرب مدينة عين العرب الكردية على الحدود التركية.» ووفقاً للمرصد السوري، قُتل 4 عناصر من الجيش الوطني السوري، خلال اشتباكات مع قسد، في هجوم على سد تشرين بريف الرقة. كما قُتل مدنيان آخران في الاشتباكات.
وفي ذلك اليوم، التقى مسؤولون فرنسيون في دمشق مع الحكومة الانتقالية، وأعادت فرنسا فتح سفارتها، وقالت إنها ستستضيف اجتماعاً للدول لإنهاء العقوبات على البلاد.
في 18 ديسمبر، قتل 21 مقاتلاً من الجيش الوطني السوري بعد مهاجمة قسد للمناطق السكنية في سد تشرين قرب مدينة عين العرب، بحسب المرصد السوري لحقوق الإنسان.
في 19 ديسمبر، جددت تركيا وقسد التزامهما بالقتال من أجل عين العرب، ورفضتا أي اتفاق لوقف إطلاق النار. أكد زعيم قوات سوريا الديمقراطية (قسد) لأول مرة وجود عدة عناصر كردية غير سورية تقاتل في صفوفهم، متعهداً برحيلهم مع دخول سوريا مرحلة جديدة.
وفي اليوم نفسه، أعادت العراق ما يقرب من 2,000 جندي من جنود النظام الذين فروا أمام تقدم المعارضة، بشرط حمايتهم من قبل الحكومة الجديدة.
في 20 ديسمبر، وصل مسؤولون أميركيون إلى دمشق للقاء الحكومة الانتقالية.
أسفرت الغارات الجوية التركية منذ بداية شهر ديسمبر، عن مقتل 20 مقاتلاً من قسد و15 جندياً سابقاً من الجيش العربي السوري و16 مدنياً خلال عملية فجر الحرية.
كما قُتل صحفيان كرديان بغارة جوية تركية على سيارتهما في ريف عين العرب.
في 20 ديسمبر، قُتل اثنان من مقاتلي تنظيم داعش، بينهم أمير ولاية الخير، في غارة جوية أميركية في دير الزور.
في 21 ديسمبر، قُتل خمسة مدنيين في غارة جوية تركية في مناطق العمليات.
كما قُتل خمسة مقاتلين من قسد، جراء قصف مدفعي للقوات التركية وحلفائها على مواقع في سد تشرين.
في 22 ديسمبر، قُتل مدنيان في قصف مدفعي تركي على مدينة عين العرب.
في 23 ديسمبر، شنت قسد هجوماً على مناطق خسرتها مؤخراً في ريف حلب الشرقي، بعد انتهاء هجوم منبج واشتباكات عين العرب.
في 24 ديسمبر، عُثر على جثث 9 جنود سابقين في الجيش العربي السوري بالقرب من كازييا في منطقة السخنة في بادية حمص، بعد أسرهم وإعدامهم على يد مسلحي تنظيم داعش في المنطقة.
في 25 ديسمبر، أعدمت خلايا تنظيم داعش ثلاثة جنود سابقين في الجيش العربي السوري في بادية حمص الشرقية.
وفي اليوم نفسه، قُتل 12 مقاتلاً من المعارضة برصاص مسلحين عقب اعتقال ضابط سابق في الجيش العربي السوري في طرطوس.
كما قُتل متظاهر برصاص قوات المعارضة خلال احتجاج ضد هجوم مقاتلي هيئة تحرير الشام على ضريح علوي في مدينة حمص.
قُتل مدني طعناً في أحد مشافي مدينة منبج على يد عناصر من فصائل الجيش الوطني السوري، إثر شجار وقع قبل أيام.
في 29 ديسمبر، قُتل خمسة مقاتلين من الجيش الوطني السوري، بنيران قوات خاصة تابعة لقسد، أثناء عملية تسلل على موقعين في قرية الريحانية بالقرب من بلدة تل تمر بريف الحسكة.
وفي اليوم نفسه، قُتل ما لا يقل عن 11 شخصاً، معظمهم من المدنيين، في غارة جوية إسرائيلية على مستودع أسلحة سابق للجيش السوري في عدرا، بالقرب من دمشق.

## يناير 2025

الوضع العسكري في يناير 2025

في 2 يناير، أفادت الأنباء عن شن غارات جوية إسرائيلية متعددة بالقرب من مدينة السفيرة، استهدفت مصانع دفاعية ومركز أبحاث على مشارف المدينة.
وفي الفترة ما بين 2 و3 يناير، قُتل ما لا يقل عن 50 مقاتلاً من الجيش الوطني السوري و12 مقاتلاً من قسد، في اشتباكات بريف حلب الشرقي [الإنجليزية].
في 4 يناير، قُتل ما لا يقل عن 20 مقاتلاً من الجيش الوطني السوري و4 مقاتلين من قسد في المعارك بريف حلب الشرقي.
في 5 يناير، قُتل ثلاثة مقاتلين من قسد وأصيب أربعة آخرون في غارة جوية تركية على سد تشرين، وذكرت وسائل إعلام موالية للجيش الوطني السوري أن الجيش الوطني تمكن من الالتفاف على تقدم قسد وسيطر على بعض القرى على طريق حلب الرقة.
في 6 يناير، قُتل أربعة مقاتلين من الجيش الوطني السوري ومقاتل من قسد إثر هجمات مدفعية بالقرب من منطقة سد تشرين. كما قُتل خمسة من مقاتلي الجيش الوطني السوري في المنطقة خلال اشتباكات في اليوم التالي.
في 7 يناير، قُتل أربعة مقاتلين من قسد، بهجوم نفذه مسلحان من تنظيم داعش في منطقة جزرة مشهور بريف دير الزور الغربي.
في 8 يناير، قُتلت عائلة مكونة من ثلاثة أفراد بالرصاص جراء إعدامهم على يد مسلحين مجهولين في إحدى المزارع ببلدة عين الشرقية بمحافظة اللاذقية. وفي اليوم ذاته، قُتل خمسة مدنيين بغارة جوية تركية استهدفت موكباً عاماً بالقرب من سد تشرين.
وفي الفترة الممتدة بين 8 و9 يناير، قُتل 26 مقاتلاً من الجيش الوطني السوري و6 مقاتلين من قسد، خلال اشتباكات على جبهات ريف منبج بريف حلب الشرقي.
في 9 يناير، قُتل جندي تركي بقصف بطائرة مسيرة انتحارية تابعة لقسد على قاعدة العريشة بريف رأس العين.
وفي الفترة ما بين 9 و10 يناير، قُتل ما لا يقل عن 10 مقاتلين من الجيش الوطني السوري و2 من قسد، في اشتباكات بريف حلب الشرقي.
في 10 يناير، قُتل أربعة مسلحين من تنظيم داعش في عملية أمنية نفذتها قسد بدعم من التحالف الدولي في منطقة باكو بريف الحسكة.
في 11 يناير، قُتل سبعة مقاتلين من الجيش الوطني السوري في اشتباكات على جبهة منبج.
وفي اليوم ذاته، قُتل ثلاثة أشخاص بالرصاص في عملية إعدام ميداني في بلدة حارم بريف إدلب، بعد اتهامهم بأنهم "شبيحة".
في 12 يناير، قُتل خمسة مدنيين شيعة، بينهم أربعة أشقاء، بالرصاص في عملية إعدام خارج نطاق القضاء في حدائق بابا عمرو في حمص.
بين 14 و15 يناير، قُتل 13 مقاتلاً من الجيش الوطني السوري و5 مقاتلين من قسد في اشتباكات بالقرب من سد تشرين في ريف حلب الشرقي.
في 16 يناير، قُتل خمسة مدنيين بغارات جوية تركية بالقرب من سد تشرين في ريف حلب الشرقي.
في اليوم نفسه، أعدمت خلايا داعش مقاتلاً من قسد وألقيت جثته في الجزء الغربي من بلدة أبو خشب في ريف دير الزور الغربي.
في 17 يناير، قُتل ثمانية مقاتلين من الجيش الوطني السوري في اشتباكات على جبهة سد تشرين في ريف حلب الشرقي.
بين 18 و19 يناير، قُتل 21 مقاتلاً من الجيش الوطني السوري و6 مدنيين ومقاتل واحد من قسد في اشتباكات على جبهة القتال.
في 19 يناير، قُتل مدني برصاص مسلحي هيئة تحرير الشام في قرية جبورين بريف حمص. كما أعدم مسلحون ثلاثة أشخاص في مدينة محردة بريف حماة.